# Milton, Ulster County, New York
Milton är en ort i Ulster County i delstaten New York, USA.